# 4405 Otava
4405 Otava è un asteroide della fascia principale. Scoperto nel 1987, presenta un'orbita caratterizzata da un semiasse maggiore pari a 3,2045984 UA e da un'eccentricità di 0,1562212, inclinata di 9,44788° rispetto all'eclittica.